# 630
| 630                |
| ------------------ |
| Dødsfald - Fødsler |
|                    |

| Gregoriansk kalender | 630 DCXXX               |
| Ab urbe condita      | 1383                    |
| Armensk kalender     | 79 ԹՎ ՀԹ                |
| Kinesiske kalender   | 3326 – 3327 己丑 – 庚寅 |
| Etiopisk kalender    | 622 – 623               |
| Jødisk kalender      | 4390 – 4391             |
| Hindukalendere       |                         |
| - Vikram Samvat      | 685 – 686               |
| - Shaka Samvat       | 552 – 553               |
| - Kali Yuga          | 3731 – 3732             |
| Iransk kalender      | 8 – 9                   |
| Islamisk kalender    | 8 – 9                   |

Se også 630 (tal)

## Begivenheder
- Januar – Muhammed indtager Mekka, og byen bliver en hellig by.